# Дженнетт (Арканзас)
Дженнетт (англ. Jennette) — місто (англ. town) в США, в округах Кріттенден і Сент-Френсіс штату Арканзас. Населення — 118 осіб (2020).

## Географія
Дженнетт розташований на висоті 62 метри над рівнем моря за координатами 35°9′54″ пн. ш. 90°24′28″ зх. д. / 35.16500° пн. ш. 90.40778° зх. д. (35.164874, -90.407868).  За даними Бюро перепису населення США в 2010 році місто мало площу 6,39 км², з яких 6,37 км² — суходіл та 0,02 км² — водойми. В 2017 році площа становила 5,87 км², з яких 5,85 км² — суходіл та 0,02 км² — водойми.

## Демографія
Згідно з переписом 2010 року, у місті мешкало 115 осіб у 51 домогосподарстві у складі 35 родин. Густота населення становила 18 осіб/км².  Було 64 помешкання (10/км²). 
Расовий склад населення:
| - 93,9 % — чорних або афроамериканців - 6,1 % — білих |

До двох чи більше рас належало 0,0 %. Іспаномовні складали 0,0 % від усіх жителів.
За віковим діапазоном населення розподілялося таким чином: 21,7 % — особи молодші 18 років, 59,2 % — особи у віці 18—64 років, 19,1 % — особи у віці 65 років та старші. Медіана віку мешканця становила 48,8 року. На 100 осіб жіночої статі у місті припадало 101,8 чоловіків;  на 100 жінок у віці від 18 років та старших — 100,0 чоловіків також старших 18 років.
Середній дохід на одне домашнє господарство  становив 33 533 долари США (медіана — 23 750), а середній дохід на одну сім'ю — 38 476 доларів (медіана — 38 438). За межею бідності перебувало 10,8 % осіб, у тому числі 7,7 % дітей у віці до 18 років та 14,3 % осіб у віці 65 років та старших.
Цивільне працевлаштоване населення становило 25 осіб. Основні галузі зайнятості: освіта, охорона здоров'я та соціальна допомога — 44,0 %, транспорт — 28,0 %, науковці, спеціалісти, менеджери — 12,0 %, публічна адміністрація — 8,0 %.
За даними перепису населення 2000 року в Дженнетті мешкало 124 особи, 31 сім'я, налічувалося 46 домашніх господарств і 49 житлових будинків. Середня густота населення становила близько 22,1 людину на один квадратний кілометр. Расовий склад Дженнетта за даними перепису розподілився таким чином: 12,10 % білих, 87,90 % — чорних або афроамериканців.
З 46 домашніх господарств в 23,9 % — виховували дітей віком до 18 років, 43,5 % представляли собою подружні пари, які спільно проживали, в 19,6 % сімей жінки проживали без чоловіків, 32,6 % не мали сімей. 30,4 % від загального числа сімей на момент перепису жили самостійно, при цьому 10,9 % склали самотні літні люди у віці 65 років та старше. Середній розмір домашнього господарства склав 2,70 особи, а середній розмір родини — 3,29 особи.
Населення містечка за віковим діапазоном за даними перепису 2000 року розподілилося таким чином: 29,0 % — жителі молодше 18 років, 6,5 % — між 18 і 24 роками, 22,6 % — від 25 до 44 років, 32,3 % — від 45 до 64 років і 9,7 % — у віці 65 років та старше. Середній вік мешканця склав 39 років. На кожні 100 жінок в Дженнетті припадало 93,8 чоловіків, у віці від 18 років та старше — 76,0 чоловіків також старше 18 років.
Середній дохід на одне домашнє господарство в містечкі склав 22 500 доларів США, а середній дохід на одну сім'ю — 23 750 доларів. При цьому чоловіки мали середній дохід в 27 083 долара США на рік проти 21 250 доларів середньорічного доходу у жінок. Дохід на душу населення в містечкі склав 7571 долар на рік. Всі родини Дженнетт мали дохід, що перевищує рівень бідності, 45,3 % від усієї чисельності населення перебувало на момент перепису населення за межею бідності, при цьому 71,9 % з них були молодше 18 років і 28,6 % — у віці 65 років та старше.